# Bir, Kozeleț
Bir (în ucraineană Бір) este un sat în comuna Kosacivka din raionul Kozeleț, regiunea Cernihiv, Ucraina.

## Demografie
Componența lingvistică a localității Bir
     Ucraineană (100%)
Conform recensământului din 2001, toată populația localității Bir era vorbitoare de ucraineană (100%).